# George Manners, VII conte di Rutland
George Manners, VII conte di Rutland (1580 – 29 marzo 1641), è stato un politico e proprietario terriero inglese.

## Biografia
Era il figlio di John Manners, IV conte di Rutland, e di sua moglie Elizabeth Charlton, figlia di Frances di Charlton.
Fu eletto membro del Parlamento per Grantham nel 1604, deputato per Lincolnshire nel 1614 e deputato per Stamford nel 1624. Ereditò il titolo di conte di Rutland alla morte del fratello Frances, nel 1632.
Sposò Frances Cary, figlia di Sir Edward Cary e Katherine Knyvett, il 3 marzo 1605.
Morì nel 1641. I suoi titoli passarono al cugino di secondo grado, John Manners.